# Петришин, Роман Иванович
Роман Иванович Петришин (род. 20 марта 1953, Котиковка, Станиславская область) — советский и украинский учёный, доктор физико-математических наук, профессор, с 2019 года — ректор Черновицкого национального университета.
Лауреат Государственной премии Украины в области науки и техники 2008 года в номинации — цикл научных работ «Новые качественные методы нелинейной механики и ее применения для анализа многочастотных колебаний, устойчивости и проблем управления». Основанием для получения премии стала монография «Математические аспекты теории нелинейных колебаний». Написана она в соавторстве с научным консультантом Романом Петришиным, директором Института математики Национальной академии наук, академиком Анатолием Михайловичем Самойленко.